# 苏达涅斯县
蘇達涅斯县（西班牙語：Provincia de Zudáñez），是玻利維亞的县份，位於該國南部，屬於丘基薩卡省的一部分，县府設於蘇達涅斯，面積3,738平方公里，人口39,009，人口密度每平方公里10.44人。
19°01′S 64°42′W / 19.017°S 64.700°W